# Heinrich von Ferstel

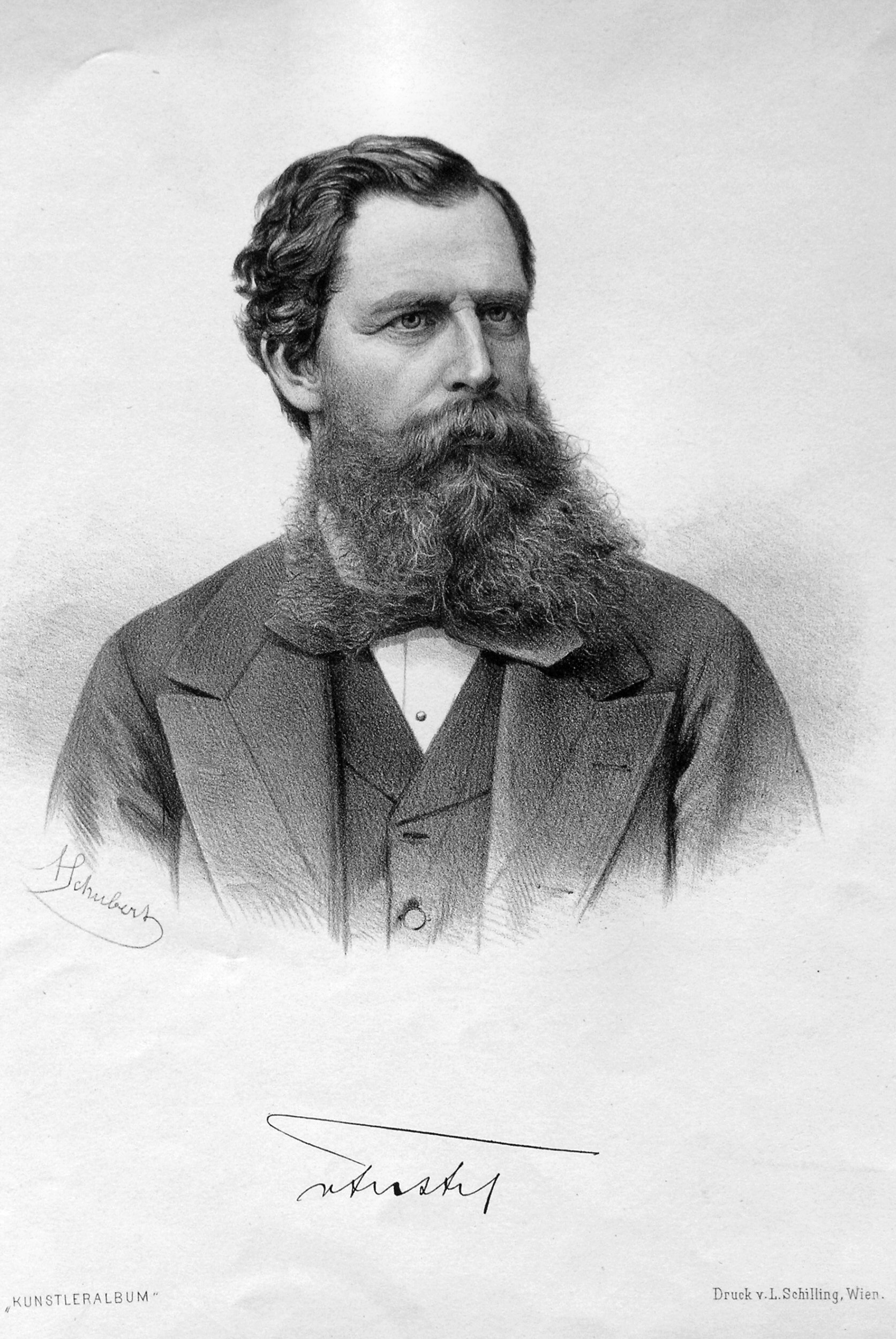
Heinrich von Ferstel, um 1880, Lithographie von Schubert

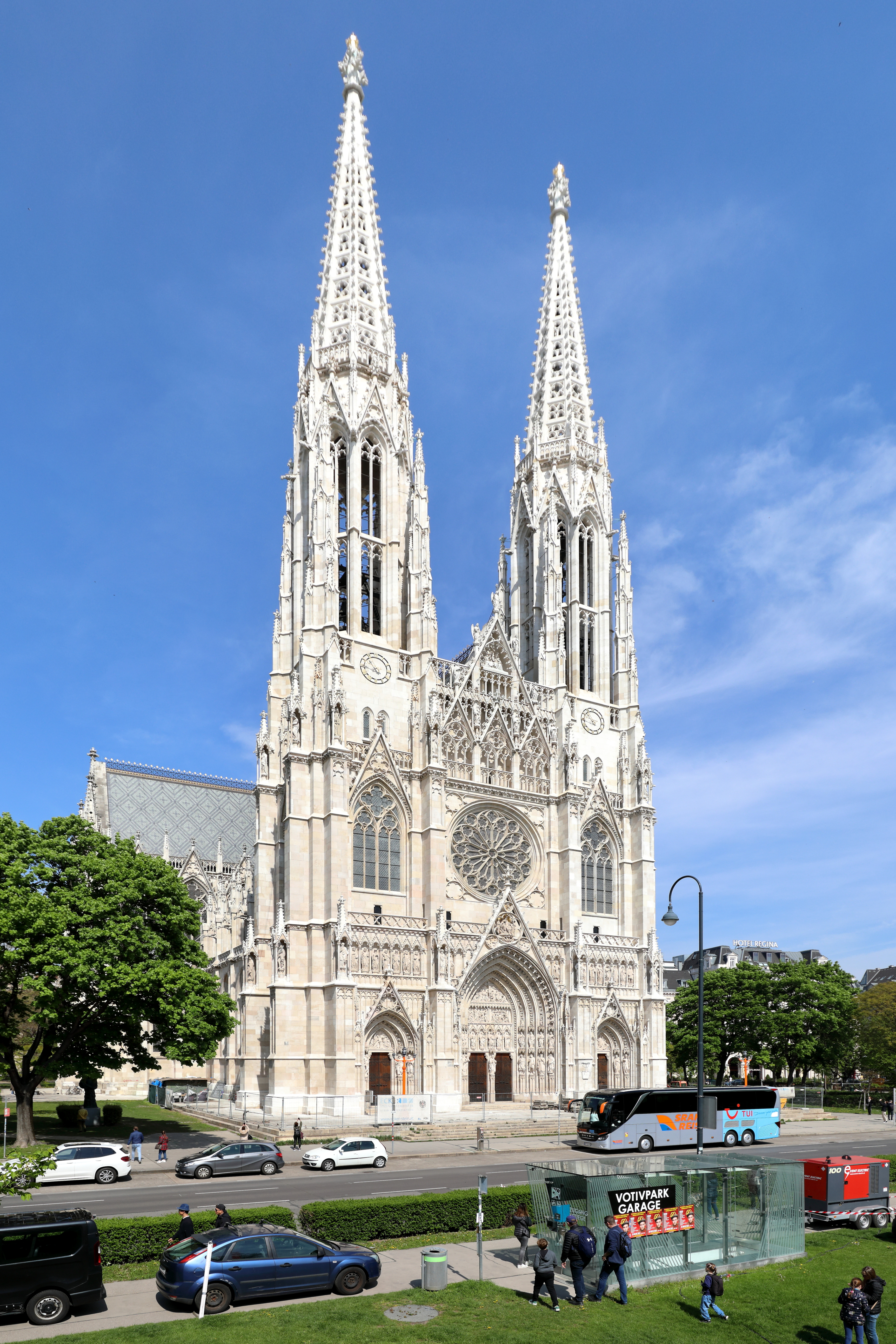
Votivkirche Wien (2023, nach der Renovierung)

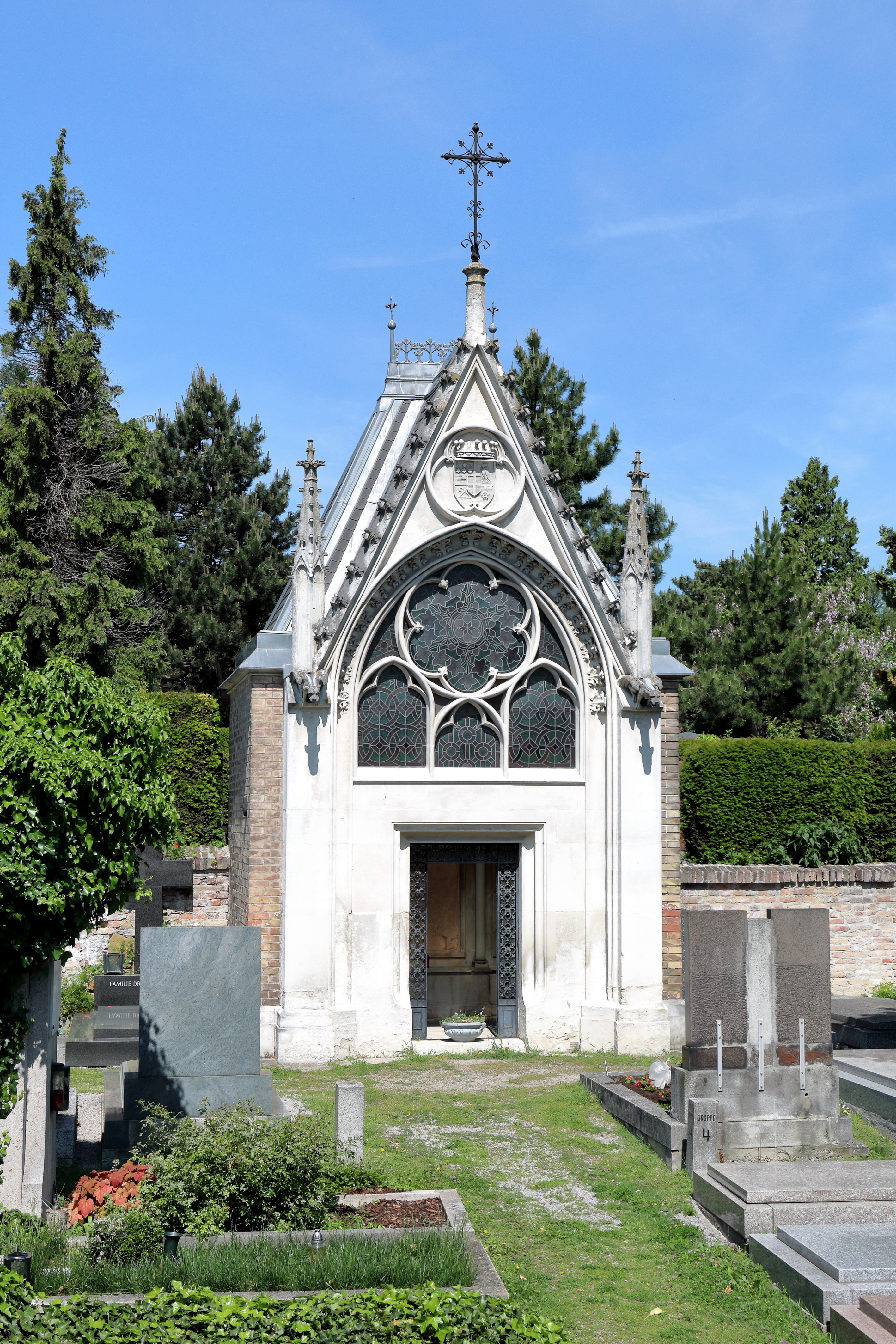
Ferstel-Mausoleum auf dem Grinzinger Friedhof

Heinrich Ferstel, seit 1879 Freiherr von Ferstel (* 7. Juli 1828 in Wien; † 14. Juli 1883 in Grinzing, heute Wien 19) war österreichischer Architekt und Hochschullehrer. Er gilt als herausragender Vertreter des Historismus.

## Leben und Werk
Als Sohn Ignaz Ferstels, eines Bankdirektors aus Prag, und Neffe des Architekten Friedrich August von Stache (1814–1895) studierte er an der Wiener Kunstakademie unter Eduard van der Nüll und August Sicard von Sicardsburg (1812–1868) Architektur. Seine besondere Begabung ermöglichte es ihm, kleinere, prämierte Concurrencen zu gewinnen, so auch Studienreisen nach Deutschland, ab 1855 nach Italien und abschließend nach Frankreich.
Für den Wettbewerb um die Votivkirche, das erste Bauprojekt der damals noch projektierten Wiener Ringstraße, reichte Ferstel einen neugotischen Entwurf im Stil der französischen Kathedralgotik ein. Dies tat er, kurz bevor er seine Italienreise antrat, und er war gerade in Neapel, als ihn die Nachricht erreichte, dass der erste Preis auf seinen Entwurf gefallen sei und er 4000 Gulden gewonnen habe, die den Grundstock eines später beachtlichen Vermögens bildeten. Durch den Sieg in diesem Wettbewerb gelangte er 1855 zu schlagartiger Bekanntheit, hatte er sich doch gegen 74 Konkurrenten aus dem In- und Ausland durchgesetzt.
Er baute einige weitere öffentliche Gebäude in der Inneren Stadt (1. Bezirk) Wiens und an der Ringstraße. Nach Anfängen in einem romantisierenden Historismus (namentlich im Bank- und Börsengebäude an der Freyung in Wien, heute Palais Ferstel genannt, das auch das bekannte Kaffeehaus Café Central beherbergt) wandte er sich einem strengeren Stil zu und wurde nicht zuletzt durch seine Professorenstelle, die er von 1866 bis zu seinem Tod am Polytechnikum (ab 1870 Technische Hochschule Wien) innehatte, stilistisch sehr einflussreich. 1880 war er Rektor der Technischen Hochschule.
Auf seine Initiative hin wurde 1872 der Wiener Cottage-Verein ins Leben gerufen, der das Cottageviertel gründete, mit dem Ziel, „den Bürgern ein Leben in gesunder frischer Luft“ zu ermöglichen. Die daraus entstehenden Villenbauten waren allerdings nur für Begüterte erschwinglich.
Ferstel wohnte mit seiner Frau Lotte († 8. April 1922) sowie mit den sechs Kindern der beiden in einer Villa in Grinzing nördlich des dicht verbauten Stadtgebiets. Der Ort wurde erst 1892 nach Wien eingemeindet und war zu Ferstels Lebzeiten ein Dorf. Seine Tochter Marianne ehelichte Zdenko von Forster zu Philippsberg, den der Kaiser von 1908 bis 1917 dreimal mit der Funktion des k.k. Eisenbahnministers betraute.
1879 wurde Ferstel in Wien zum Ehrenbürger ernannt und von Kaiser Franz Joseph I. in den erblichen Freiherrenstand erhoben. Die Académie royale des Sciences, des Lettres et des Beaux-Arts de Belgique (Classe des Beaux-Arts) nahm ihn 1874 als assoziiertes Mitglied auf. 1881 wurde er als auswärtiges Mitglied in die Académie des Beaux-Arts aufgenommen. 1882 wurde ihm vom königlichen Institut der britischen Architekten die Royal Gold Medal verliehen.
Er stand jahrelang im persönlichen Kontakt mit Hermann von der Hude (1830–1908), der am 3. September 1883 in der Versammlung des Architekten-Vereins Berlin über sein Leben und Schaffen berichten wollte.

## Tod und Erinnerung
Ferstel war verheiratet und hatte 6 Kinder, der älteste Sohn, Max, wurde wie sein Vater nicht nur ein erfolgreicher Architekt, sondern auch Professor, später Dekan und Rektor der Technischen Hochschule in Wien. Ab dem Jahr 1883, als sich bereits Heinrich Ferstels Krankheit bemerkbar machte, war Max im Atelier seines Vaters tätig und vollendete nach dessen Tod die Universität in Wien.
Heinrich von Ferstel starb nach einem überaus arbeitsreichen Leben infolge einer Tuberkulose bereits mit 55 Jahren in seiner von ihm selbst erbauten Villa in Grinzing. Er wurde auf dem Grinzinger Friedhof (Gruppe MA, Nummer 46) in einer ehrenhalber gewidmeten Gruft beigesetzt; sein Mausoleum ist einer gotischen Kapelle nachempfunden. Die Inschrift auf der Gruftplatte nennt nur seinen Namen sowie den seiner Ehefrau Lotte geb. Fehlmayer. Erbaut wurde die Familiengruft 1891 von Heinrich von Ferstels Sohn, Max von Ferstel, der ebenfalls hier bestattet wurde, so wie auch Heinrich von Ferstels Tochter Marianne (1869–1935) und sein Schwiegersohn Zdenko von Forster zu Philippsberg.
Im Jahr 1886 wurde in Wien-Alsergrund (9. Bezirk) unmittelbar hinter der Votivkirche die Ferstelgasse nach Heinrich von Ferstel benannt. Um 1980 wurde das von ihm erbaute Bank- und Börsengebäude an der Freyung im Zuge der Revitalisierung vom Eigentümer Palais Ferstel benannt.
Er wurde 1872 Ehrenmitglied des Lesevereins der Deutschen Studenten Wiens und 1879 der Lesehalle an der Technischen Hochschule in Wien.
Einer seiner Enkel, Baron Wolfgang Ferstel, war als Prokurist bei den Kronenbrotwerken tätig und beging am 6. Dezember 1937 im Alter von 36 Jahren Suizid.

## Bauten

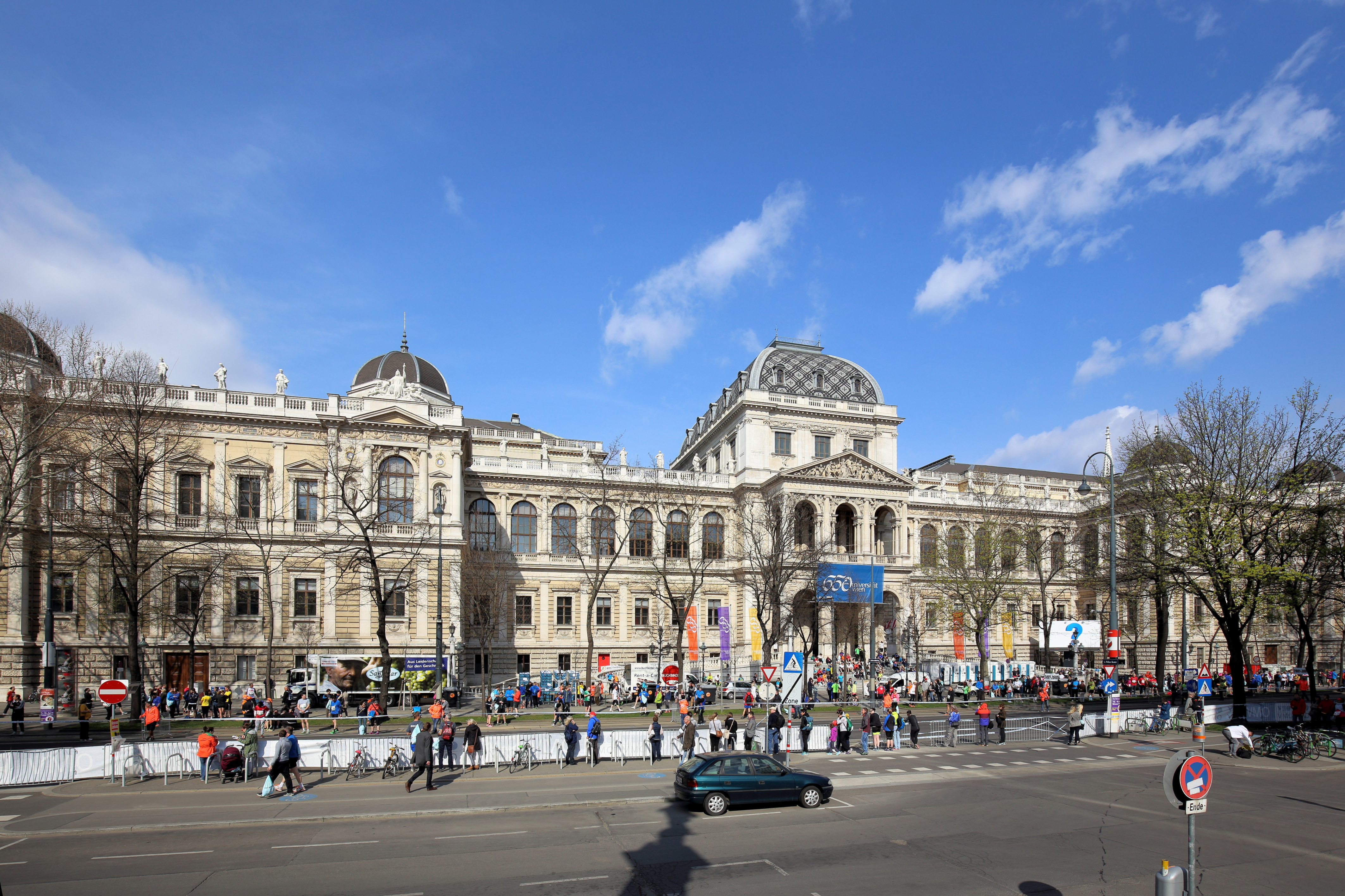
Hauptgebäude der Universität Wien

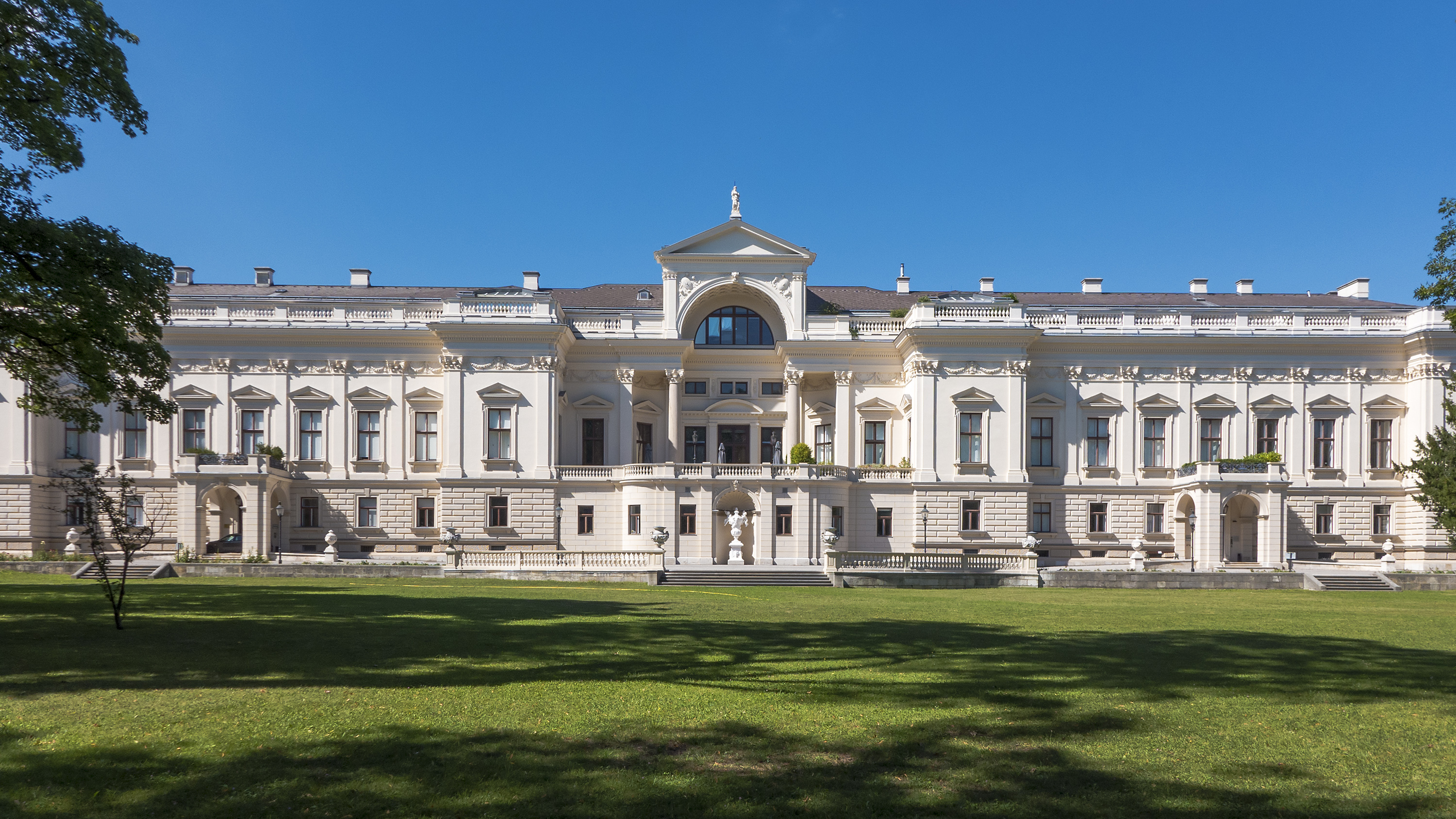
Gartenpalais Liechtenstein, Sommerpalais an der Alserbachstraße, Ansicht von der Gartenseite

- Schloss Trmice in Tschechien, 1852–1857
- Villa Wisgrill, Gmunden, Baubeginn 1860 (1962 abgebrochen).
- Votivkirche in Wien, Entwurf 1855, Bauzeit 1856–1879
- Bank- und Börsengebäude an der Freyung (heute Palais Ferstel) in Wien, 1860
- Christuskirche, evang. Kirche, sog. Rote Kirche, Brünn, 1862–1868
- Kirche der hl. Elisabeth von Thüringen in Teplitz, 1862–1877
- Palais Wertheim am Schwarzenbergplatz in Wien, 1868
- Palais Erzherzog Ludwig Viktor am Schwarzenbergplatz in Wien, 1869
- Gymnasium Wasagasse in Wien, 1869–1871
- Museum für Kunst und Industrie (heute Museum für Angewandte Kunst (MAK)) in Wien, 1871
- St.-Jakobs-Kirche, Brünn, Neugestaltung des Innenraumes, 1871–1879
- Villa Wartholz in Reichenau an der Rax, 1870–1872
- Sommerpalais für die Fürstenwitwe in Wien 9., Alserbachstraße 14–16, im nördlichen Teil des Parks des Gartenpalais Liechtenstein, 1873–1875
- Kunstgewerbeschule (heute Universität für Angewandte Kunst Wien) in Wien, 1877
- Evangelische Erlöserkirche in Bielitz-Biala, Umbau 1881/1882
- Palazzo del Lloyd Austriaco (Lloydpalast) in Triest, 1883
- Hauptgebäude der Universität Wien, 1883

Ferstel baute weitere Palais und Villen.

## Mitarbeiter
- Johann Mathias von Holst (1839–1905), baltisch-deutscher Architekt
- Max Haas (1847–1927)